# APSARA
Pour les articles homonymes, voir Apsara (homonymie).
L'Autorité pour la protection du site et la gestion de la région d'Angkor (Authority for the Protection of the Site and Management of the Region of Angkor), également appelée APSARA ou Autorité nationale APSARA, est une autorité cambodgienne de gestion chargée de la protection du parc archéologique d'Angkor. Fondée en 1995, elle est chargée de la recherche, de la protection et de la conservation ainsi que du développement urbain et touristique du parc. Son siège social est à Siem Reap. APSARA est composé de huit départements et occupe plus de 3 000 personnes.
L'Autorité nationale APSARA est un organisme d'administration publique sous la tutelle technique du Ministère de la Culture et des Beaux-Arts et sous la tutelle financière du Ministère de l'Économie et des Finances.

## Départements
L'APSARA est dirigée par un directeur général, quatre directeurs généraux adjoints et compte huit départements : 
- Département de la Recherche, de la Formation et de la Communication
- Département de la Conservation des Monuments et de l'Archéologie Préventive
- Département du développement touristique et de la culture
- Département de l'aménagement du territoire, du patrimoine urbain et de la communauté
- Département de la gestion des eaux, des forêts et des infrastructures
- Département de l'administration et du personnel
- Département de l'ordre public
- Département des finances et de la comptabilité

### Musées
Trois musées sont placés sous la gestion du Département du Développement du Tourisme et de la Culture :
- Musée Preah Norodom Sihanouk-Angkor (en)
- Musée des textiles traditionnels asiatiques MGC (en)
- Musée de la céramique d'Angkor à Tani (en)